# ムギュッと!双恋
ムギュッと!双恋♥（むぎゅっと!ふたこい）は、文化放送をキーステーションに、2004年7月4日から2005年3月27日まで放送されたラジオ番組である。

## 概要
前番組の『電撃G's Radio』とゲーム雑誌『電撃G's magazine』（メディアワークス）との連動企画である点は共通であるが、パーソナリティは、前番組とは異なり、伊月ゆい・小清水亜美・門脇舞が担当、リスナーのことを「ムギュッとネーム」で呼んでいる。

### コーナー
- ふつおた
  - リスナーからの普通のお便りを募集していた。
- ムギュッと!双恋劇場 - （2004年7月4日から9月26日まで）
  - リスナーからリスナーと双子を登場人物としたムギュッとされたいシチュエーションを募集し、3人のパーソナリティーがアドリブドラマに仕立てる。
- 双恋 夜のナイショ話 - （同上）
  - リスナーからの悩みや、秘密の告白をパーソナリティーの内の誰かのお部屋にお泊まりしている気分で打ち明け、それにパーソナリティーが答えるコーナー。
- 無敵のHAPPY GIRL - （2004年10月3日から2005年3月27日まで）
  - パーソナリティーの小清水が表題を目標に向かって、様々なことに挑戦するコーナー。
- TWINS REVOLUTION - （同上）
  - 双恋の桜月姉妹の「2人一緒じゃダメですか?」に準えて、好きな言葉に置き換えた「○○じゃダメですか?」を募集するコーナー。
- 双子姉妹の甘辛ナイト - （同上）
  - 双子姉妹がラジオパーソナリティーになって、リスナーからの質問に答えていくコーナー。
- ムギュッとインフォメーション
  - メディアワークスなどからの最新情報を伝えるコーナー。

### ラジオドラマ
アニメ『双恋』やゲーム『双恋 -フタコイ-』に先立って、2004年9月にラジオドラマが放送された。

## ゲスト
- 高城元気 - 2004年12月12日放送
- 堀江由衣 - 2005年1月9日放送

## 主題歌

### オープニングテーマ
「FU・WA・RI告白！」
作詞: 畑亜貴、作曲・編曲: 藤間仁、歌: 桜月キラ&ユラ、一条薫子&菫子、白鐘沙羅&双樹、千草初&恋、雛菊るる&らら、桃衣愛&舞

### エンディングテーマ
「FU・WA・RI告白！」
作詞: 畑亜貴、作曲・編曲: 藤間仁、歌: 桜月キラ&ユラ、一条薫子&菫子、白鐘沙羅&双樹、千草初&恋、雛菊るる&らら、桃衣愛&舞

## 放送局・放送時間
- 文化放送・ラジオ大阪・東海ラジオ：毎週日曜日23：00 - 23：30
- BSQR489：毎週木曜日20：30 - 21：00

## 関連商品
- 『twinkle bright』 - 2004年9月からこの番組で放送されたラジオドラマに未放送分を収録したドラマCDで、2005年1月26日にLantisから発売された。